# Power Dynamos Football Club
El Power Dynamos FC és un club de futbol de la ciutat de Kitwe, Zàmbia. Juga a l'estadi Arthur Davis. El club és patrocinat per la Copperbelt Energy Corporation.

## Palmarès
- Recopa africana de futbol:
  - 1991
- Lliga zambiana de futbol:[1]

1984, 1991, 1994, 1997, 2000, 2011, 2023, 2025
- Copa zambiana de futbol:[2]

1979, 1980, 1982, 1990, 1997, 2001, 2003
- Copa Challenge zambiana de futbol:[2]

1990, 2001
- Charity Shield zambiana de futbol:[2]

2004, 2009, 2012, 2013, 2016
- Copa Coca Cola zambiana de futbol:[2]

2003
- Copa Barclays:[2]

2009, 2011